# Dirkališče Montjuïc
Dirkališče Montjuïc (katalonsko Circuit de Monjuïc) je dirkališče, ki leži v bližini španskega mesta Barcelona. Med letoma 1969 in 1975 je gostilo dirko Formule 1 za Veliko nagrado Španije, med letoma 1933 in 1936 pa Veliko nagrado Penya Rhina.

## Zmagovalci
Roza ozadje označuje dirke, ki niso bile del prvenstva Formule 1
| Leto | Velika nagrada             | Dirkač             | Moštvo        | Poročilo |
| ---- | -------------------------- | ------------------ | ------------- | -------- |
| 1975 | Velika nagrada Španije     | Jochen Mass        | McLaren-Ford  | Poročilo |
| 1973 | Velika nagrada Španije     | Emerson Fittipaldi | Lotus-Ford    | Poročilo |
| 1971 | Velika nagrada Španije     | Jackie Stewart     | Tyrrell-Ford  | Poročilo |
| 1969 | Velika nagrada Španije     | Jackie Stewart     | Matra-Ford    | Poročilo |
| 1936 | Velika nagrada Penya Rhina | Tazio Nuvolari     | Alfa Romeo    | Poročilo |
| 1935 | Velika nagrada Penya Rhina | Luigi Fagioli      | Mercedes-Benz | Poročilo |
| 1934 | Velika nagrada Penya Rhina | Achille Varzi      | Alfa Romeo    | Poročilo |
| 1933 | Velika nagrada Penya Rhina | Juan Zanelli       | Alfa Romeo    | Poročilo |